# Grooveshark
Grooveshark è stato un sito web di proprietà di Escape Media Group, Inc., fondato nel marzo 2006 da tre studenti dell'Università della Florida. Il portale consentiva la condivisione e l'ascolto di brani musicali attraverso un servizio di streaming audio e includeva un'applicazione di raccomandazione musicale. Sul portale erano disponibili 15 milioni di brani musicali, e si registrarono al servizio 40 milioni di utenti, prima della chiusura avvenuta il 30 aprile 2015.

## Funzionamento
Il caricamento di contenuti da parte dei singoli utenti era regolato dai Termini di servizio, vietandolo agli utenti che non possedessero i diritti d'autore o di sfruttamento degli stessi. In ogni caso, il caricamento di contenuti da parte di singoli utenti implicava la cessione gratuita alla società Escape Media Group, Inc. del diritto perpetuo, irrevocabile e trasferibile di sfruttare, riprodurre, pubblicare e distribuire il contenuto stesso.

## Tutela del diritto d'autore
Grooveshark dichiarava la propria volontà di pagare i detentori dei diritti del materiale diffuso. In osservanza del Digital Millennium Copyright Act, proponeva uno strumento per segnalare le eventuali violazioni di diritto d'autore. Parallelamente però veniva dichiarato che gli eventuali autori di segnalazioni non legittime (specificatamente, non provenienti dalla parte lesa o da un suo rappresentante) avrebbero potuto essere citati per danni.

Escape Media Group, Inc., che nel momento di massima espansione arrivò a contare 145 dipendenti e 40 milioni di utilizzatori in tutto il mondo, venne sciolta ed il sito chiuso dai suoi fondatori ad aprile del 2015, per evitare il rischio di incriminazione per violazione volontaria dei diritti d'autore, con conseguente risarcimento danni per milioni di dollari alle case discografiche. Nel chiudere il sito, venne pubblicata una lettera di scuse: 
"Nonostante le nostre migliori intenzioni, noi abbiamo fatto errori molto gravi, non siamo riusciti a ottenere le autorizzazioni da chi aveva i diritti di gran parte della musica offerta. Questo è sbagliato e noi ci scusiamo senza alcuna riserva". 
Tre mesi dopo, uno dei suoi fondatori, Josh Greenberg, fu trovato morto in casa sua, all'età di 28 anni, per cause e ragioni mai del tutto chiarite.